# Asociación Social Demócrata Timorense
La Asociación Social Demócrata Timorense (ASDT) (en portugués Associação Social-Democrata Timorense) es un partido político de Timor Oriental. 

Bandera de la ASDT (Associação Social-Democrata Timorense).

La ASDT fue fundada entre 1974 y 1975 con la intención de seguir el camino a la independencia tras la caída de la dictadura en Portugal, entre sus fundadores se encontraban José Ramos-Horta, Francisco Xavier do Amaral y Nicolau Lobato, entre otros. En 1976 el movimiento se transformaría en Fretilin luego de la ocupación de Indonesia.
El movimiento reaparece en 1999 luego de que Timor Oriental obtuviése su independencia después del referendo del 30 de agosto. Participa en las elecciones legislativas de 2001 para el Paralamento Nacional consiguiendo el 7,8% de los votos para un total de 6 escaños. En 2007 Xavier do Amaral se lanza como candidato presidencial quedando en el cuarto puesto con el 14,39% de los votos. Para las parlamentarias de junio de 2007 ASDT forma alianza junto al Partido Social Demócrata quienes lograron el 15,8% de los votos, el Fretilin quien obtuvo el mayor número de votos ofreció crear una alianza con ASDT y PSD la cual fue rechazada por estos partidos por considerar "diferencia ideológicas" grandes.